# Марцель Ціммерманн
Марцель Ціммерманн (нім. Marcel Zimmermann; нар. 20 січня 1985) — колишній німецький тенісист.
Найвищу одиночну позицію світового рейтингу — 299 місце досяг 11 квітня 2011, парну — 303 місце — 7 червня 2010 року.
Здобув 1 парний титул.

## Титули Туру
| Легенда               |
| --------------------- |
| Великий шлем (0)      |
| Серія Мастерс ATP (0) |
| Тур ATP (0)           |
| Челленджери (1)       |

### Парний розряд
| Результат | Дата        | Категорія  | Турнір                 | Покриття | Партнер          | Суперники                     | Рахунок          |
| --------- | ----------- | ---------- | ---------------------- | -------- | ---------------- | ----------------------------- | ---------------- |
| Перемога  | липень 2009 | Челленджер | Оберштауфен, Німеччина | Ґрунт    | Дітер Кіндльманн | Міхаель Беррер Філіпп Освальд | 6–4, 2–6, [10–4] |